# Szinnyei Otmár
Szinnyei Otmár, Ferber Otmár János, névváltozat: Ottmár (Pozsony, 1859. május 15. – Budapest, Ferencváros, 1904. február 5.) a budapesti Első Hazai Takarékpénztár-egyesület titkára.

## Élete

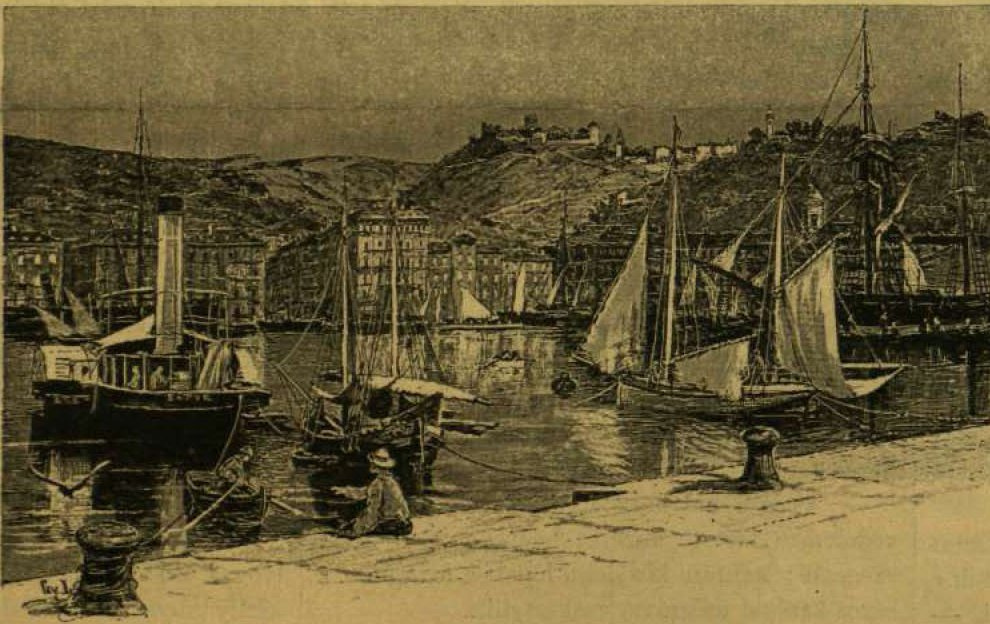
Kép a Magyar lobogó alatt az Adriánból

Id. Szinnyei József és gancsházi Gancs Klementina fia. Szüleivel 1869-ben Pestre költözött és a IV. kerületi reáliskolában tanult, majd a Röser Miklós nyilvános felsőbb kereskedelmi iskolájában folytatta tanulmányait és 1875-ben tett érettségi vizsgát. 1875. augusztus 1-től 1876. május 31-ig a «North British and Mercantil biztosító társaság»-nál gyakornok, 1876. június 1-től 1877. január 31-ig a «Duna» biztosító társaságnál segédhivatalnok volt. 1877. december 28-án számviteltani vizsgálatot tett és azon év február 1-jétől 1878. július 3-áig a magyar királyi igazságügyi minisztérium számvevőségének könyvelési osztályában mint napidíjas, 1879. március 4-étől 1880. február 8-áig a magyar királyi pénzügyminisztériumi adó- és jövedéki számvevőségnél mint gyakornok működött; azon évben a budapesti Első Hazai Takarékpénztár-Egyesület szolgálatába lépett és 1894. november 8-ától a levelezési osztály főnökeként dolgozott. 1895. február 9-én titkár lett. Nyelvismeretei: német, francia, angol, olasz, spanyol, norvég és svéd. Halálát tüdővész okozta. Temetése 1904. február hó 7-én délután fél 4 órakor ment végre a római katolikus egyház szertartása szerint.

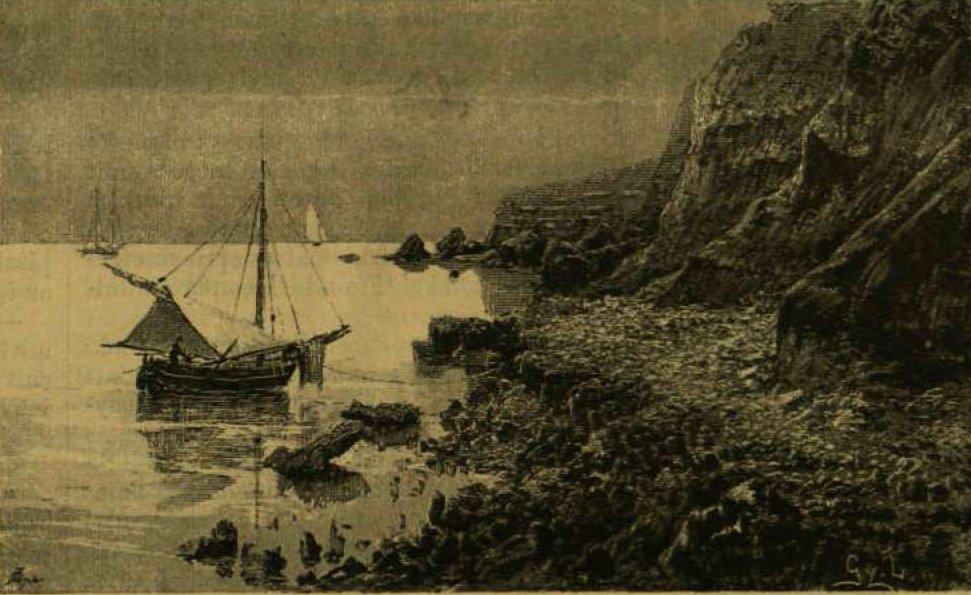
Kép a Magyar lobogó alatt az Adriánból

## Írásai
Cikkei A Honban (1879. 31. sz. Levél Asztrakánból. Turkoly Sámuel levele ápr. 1725. és életrajzára vonatkozó adatok); a Vasárnapi Ujságban (1879. 18. sz. Browne Eduard utazása Magyarországban 1669-től 1671-ig: Browne cikkei Magyarországról. Corvina-könyvtár); a Pesti Naplóban (1891. 209., Tengerre magyar! 223. Fiume és Tersatto, esti k. 226-229. Az Adrián, 234., 235. Zkerdától Záráig, 239-241. sz. Zára); a kolozsvári Ellenzékben (1892. 123., 124. sz. Zárától Trauig, 140., 141. sz. Trau).

## Munkái
1. Worse kapitány. Regény. Írta Kielland L. Sándor. Norvég eredetiből ford. Kiadja a Kisfaludy-Társaság. Bpest, 1889.
2. Magyar lobogó alatt az Adrián. Írta... A képeket rajzolta Györök Leó. Uo. 1892.
3. A levélbélyeg-gyűjtők első hazai egyesülete tízéves működésének történeti ismertetése. Uo. 1894.